# تایکوکی (مجموعه تلویزیونی تایگا)
تایکوکی (به ژاپنی: 太閤記 Taikōki)، سرگذشت تایکو، نام یک مجموعه تلویزیونی تاریخی و سومین سری از فیلم‌های مجموعه تلویزیونی تایگا است. این مجموعه توسط ان‌اچ‌کی در سال ۱۹۶۵ میلادی ساخته شده‌است. سناریوی این مجموعه بر اساس رمان ایجی یوشیکاوا (شینشو تایکوکی) نوشته شده‌است. در این مجموعه نقش تویوتومی هیده‌یوشی توسط کن اوگاتا و نقش کودای این (همسر تویوتومی هیده‌یوشی) توسط شیهو فوجیمورا و نقش اودا نوبوناگا توسط کوجی تاکاهاشی ایفا شده‌است. داستان فیلم بر پایه زندگی تویوتومی هیده‌یوشی است.